# 1225
1225 (MCCXXV) je bilo navadno leto, ki se je po julijanskem koledarju začelo na sredo.

## Dogodki
- 3. januar - Umrlega holsteinskega grofa Adolfa III. vsaj v grofiji Shauenburg nasledi sin Adolf IV., ki si v naslednjih letih še izbori nazaj grofijo Holstein od danskega kralja Valdemarja II.

- julij - Od Mongolov poraženemu horezmijskemu šahu Džalal ad-Dinu se uspe ponovno uveljaviti v Azerbajdžanu. Od tam poskuša razširiti oblast v Gruzijo. 1226 ↔
- 7. november - Grof Friderik Isenberški umori kölnskega nadškofa in bratranca Engelberta II. Berškega. Nadškof je zagrizeno branil interese Cerkve tudi proti lastnim sorodnikom. Na njegovem telesu so našteli najmanj 47 vbodnih ran. Njegov naslednik postane Henrik I. iz Müllenarka. 1226 ↔
- Ogrski kralj Andrej II. izžene Križnike, ki se hočejo osamosvojiti, iz Transilvanije. Saksonski naseljenci ostanejo, ker priznajo njegovo fevdno gospostvo. 1226 ↔
- Angleški kralj Henrik III., ki v tem letu postal polnoleten, revidira Veliko listino svoboščin.
- Francoski kralj Ludvik VIII. obnovi albižansko križarsko vojno. Na koncilu v Bourgesu doseže izobčenje touluškega grofa Rajmonda VII.. 1226 ↔
- V Holsteinu Nemci premagajo Dance. Danski kralj Valdemar II. v zameno za izpustitev pristane na vrnitev ozemelj Rimsko-nemškemu cesarstvu in na izplačilo visoke odškodnine. Ko je izpuščen, prelomi z obljubo in preko papeža doseže razveljavitev prisege ter se začne pripravljati na vojno, s katero bi si povrnil izgubljena ozemlja. 1227 ↔
- Rimsko-nemški cesar Friderik II. privoli v papeževo zahtevo po ponovni organizaciji križarske odprave (→ šesta križarska vojna). Istega leta se Friderik II. na daljavo poroči z jeruzalemsko princeso Jolando Briennsko (v nadaljevanju Izabela II. Jeruzalemska) in se s to poroko okliče za jeruzalemskega kralja. Po kronanju v Akkonu se kraljica Izabela II. odpravi na Sicilijo, kjer je s Friderikom II. deležna ponovnega kronanja (še za sicilsko kraljico). 1227 ↔
- Rekonkvista: almohadski guverner Kordobe sklene nepremišljeno zavezništvo s kastiljskim kraljem Ferdinandom III. proti rivalskemu almohadskemu guvernerju Sevilije. Po uspešnem vojnem pohodu se kordobski guverner oddolži Ferdinandu s tem, da mu preda nekatere strateške obmejne trdnjave. Ne dolgo zatem nesojenega guvernerja do smrti linčajo njegovi podložniki. Spopad samoorganizirane seviljske ljudske milice s portugalskimi vitezi, ki so prav tako izkoristili spore med Almohadi, se sprevrže v popoln pokol. 1227 ↔
- Na Latinsko cesarstvo z azijske strani pritiska nikejsko cesarstvo pod vodstvom Ivana III. Dukasa Vataca. Potem ko je Latine potisnil do obale Bosporja in jim prepustil zgolj Nikomedejo z okolico, se Vatac izkrca na evropskem delu Latinskega cesarstva in zavzame Adrianopel.↓
- → Vatacovo prenaglo srečo izkoristi epirski vladar Teodor Komnen Dukas, ki izžene nikejsko posadko in se sam polasti mesta. 1226 ↔
- Konfederacija oguzijskih plemen Kayi se na begu pred Mongoli proti zahodu ustavi v vzhodni Anatoliji od jezeru Van. Gre za prednike Osmanov. 1231 ↔
- Mameluški delhijski sultan Iltutmiš po prikazu mongolske (pre)moči obrne svoje vojaške ambicije proti vzhodu v kraljevino Bihar, ki so jo zasedli prav tako mameluški Bengalci. Od teh izsili tributarno pokorščino, ki pa se ji le-ti nemudoma odpovedo, ko Iltutmiševa vojska zapusti Bihar. 1227 ↔
- Umrlega abasidskega kalifa An-Nasirja, ki je iz Bagdada vladal spodnji Mezopotamiji do gorovja Zagros, nasledi sin As-Zahir. 1226 ↔
- Džingiskan zahteva tribut od korejskega kralja Godžonga, kraljevina Goryeo. Godžong ukaže odposlanca na mestu usmrtiti. 1231 ↔

## Rojstva
- David VI. Narin, gruzijski kralj Imeretija († 1293)
- Francesco d'Accorso, italijanski pravnik († 1293)
- Gertruda Hohenburška, nemška kraljica, soproga Rudolfa I. Nemškega († 1281)
- Guido da Suzzara, italijanski pravnik († 1292)
- Guigues VII. Viennoiški, dofen Vienneja, grof Albona, Grenobla, Briançona († 1269)
- papež Inocenc V. († 1276)
- Izabela Francoska, princesa, redovnica, svetnica († 1270)
- Janez XI. Bekos, konstantinopelski patriarh († 1297)
- Jean de Joinville, francoski kronist († 1317)
- Jožef ibn Falaquera, španski judovski učenjak in pesnik († 1290)
- Matilda Holsteinska, danska kraljica († 1288)
- papež Nikolaj III. († 1280)
- Rihard iz Chietija, nezakonski sin Friderika II. († 1249)
- Verner iz Eppsteina, mainški nadškof, nemški kancler († 1284)
- Tomaž Akvinski, italijanski filozof, teolog († 1274)

## Smrti
- 3. januar - Adolf III., holsteinski grof (* 1160)
- 28. oktober - Džien, japonski budistični menih, zgodovinar, pesnik (* 1155)
- 7. november - Engelbert II. Berški, kölnski nadškof (* 1185)

Neznan datum
- Al-Nasir, abasidski kalif (* 1158)
- Džebe, mongolski general
- Filip Antioški, kralj Armenske Kilikije (* ni znano)
- Jacobus Balduinus, italijanski pravnik
- Jehuda Alharizi, španski judovski učenjak in pesnik (* 1165)
- Vilijem iz Bretanije, francoski kronist in pesnik (* 1165)